# Афслёйтдейк
Афслёйтдейк (нидерл. Afsluitdijk [ˈafslœy̆ˌdɛi̯k] — «закрывающая дамба») — дамба длиной 30 км, расположенная в Нидерландах между населёнными пунктами Ден-Увер (провинция Северная Голландия) и Зюрих (провинции Фрисландия). Построенная в 1927—1933 годах в рамках проекта «Зёйдерзе», дамба отгородила залив Зёйдерзе от Северного моря и превратила его в пресноводное озеро Эйсселмер. Ширина дамбы составляет 90 м, изначальная высота — 7,25 м над уровнем моря, уклон стен — 25 %. По плотине проходит шоссе A7 (европейское шоссе E 22) и велосипедная дорожка. Длина дороги между Ден-Увером и Зюрихом — 32 км.
Цель постройки Афслёйтдейка — защита от наводнений внутренних территорий страны. Дамба предотвратила часть последствий наводнения 1953 года, не дав ему затопить берега озера Эйсселмер.

## Строительство
План плотины и осушения Зёйдерзе был разработан нидерландским инженером Корнелисом Лели ещё в 1891 году. Воплотить план решились только в 1913 году, однако начавшаяся в 1914 году Первая мировая война поставила крест на его реализации. В ходе войны в Нидерландах осознали важность иметь собственные ресурсы продовольствия (нидерландские гавани легко блокировались), а для этого требовались новые земли. Когда в 1916 году на страну обрушилась огромная приливная волна, стали очевидны все преимущества задумки Лели.
Строительство началось в четырёх точках: с противоположных концов и на двух специально созданных для этого островах Корнвердерзанд и Брезанд. Для основы плотины использовались валуны, которые оказались более подходящим материалом, нежели песок или глина, причём извлекались они со дна залива в процессе дноуглубительных работ.
Корабли сваливали камни двумя параллельными грядами, после чего между ними засыпался песок, который также засыпался камнями. Затем строящаяся дамба усиливалась базальтовыми камнями, а в завершение плотина была досыпана песком и покрыта слоем почвы, на которой была высажена трава.
Процесс строительства продвигался быстрее, чем ожидалось, однако были и свои трудности — в трёх местах по ходу расположения дамбы находились более глубокие подводные желоба, где приливные течения были наиболее сильными. В результате на два года раньше запланированного, 28 мая 1932 года, последний пролив был перекрыт, и залив Зёйдерзе превратился в пока что ещё солёное озеро Эйсселмер. Сама плотина была открыта 25 сентября 1933 года, после достижения требуемой высоты и прокладки автомобильной дороги.
На месте, где был перекрыт последний пролив, воздвигнут монумент работы архитектора Виллема Дудока. Общий объём использованных материалов оценивается в 23 млн м³ песка и 13,5 млн м³ булыжников, которые 4-5 тыс. рабочих поместили на дно моря за несколько лет.

## Шлюзы
На двух концах дамбы расположены системы шлюзов для обеспечения судоходства и прокачки воды. Южный комплекс (в Ден-Увере) включает в себя судоходные Стевинслёйзен (Stevinsluizen), названные в честь Хендрика Стевина (сына Симона Стевина), а также три набора по 5 шлюзов для перекачки воды из Эйсселмера в Ваддензе. Северный комплекс (в Корнвердензанде) состоит из двух наборов по 5 водоотводных шлюзов, а также из судоходных Лоренцслёйзен (Lorentzsluizen), названных в честь физика Хенрика Лоренца, который сделал расчёты приливных эффектов для постройки плотины. Периодическая перекачка воды из озера в море требуется из-за того, что Эйсселмер пополняется несколькими реками, в частности, рекой Эйссел, а также для дренажа польдеров.

## Интересные факты
- 15 августа 2006 года нидерландский гонщик Формулы-1 Роберт Дорнбос установил рекорд скорости для автомобилей Формулы-1 на обычной городской трассе — он разогнался на проходящем по дамбе шоссе до 326 км/ч[1].
- В 2007 году в честь 75-летия Афслёйтдейка (1932—2007) были выпущены серебряные и золотые монеты достоинством 5 и 10 евро.
- Рекорд Афслёйтдейка как самой длинной в мире морской дамбы продержался почти 78 лет — до постройки в Южной Корее дамбы Сэмангым длиной около 34 км.

## Галерея
- Строительство Афслёйтдейка
- Памятник Корнелису Лели на Афслёйтдейке
- Лоренцслёйзен
- Дамба Афслёйтдейк, с левой стороны залив Ваддензе, с правой — озеро Эйсселмер